# Zoran Nikolić
Zoran Nikolić (serbisch-kyrillisch Зоран Николић; * 23. Februar 1991 in Belgrad, SFR Jugoslawien) ist ein serbischer Handballspieler.

## Karriere

### Verein
Der 1,88 m große Kreisläufer spielte in Serbien für RK PKB in Belgrad, RK Radnički Kragujevac und RK Vojvodina. Mit Vojvodina gewann er 2014, 2015 und 2016 die serbische Meisterschaft sowie 2015 den serbischen Pokal. International nahm er mit Kragujevac am EHF Challenge Cup und mit Vojvodina am EHF-Pokal sowie der EHF Champions League teil. Anschließend wechselte er nach Rumänien zu CSM Constanța. Mit Constanța spielte er im EHF-Pokal und der EHF European League. 2018 und 2023 wurde er rumänischer Pokalsieger sowie 2017 und 2021 rumänischer Supercupsieger.

### Nationalmannschaft
Mit der serbischen A-Nationalmannschaft belegte Nikolić bei der Weltmeisterschaft 2019 den 18. Platz und bei  der Europameisterschaft 2020 den 20. Platz. Bisher bestritt er mindestens 34 Länderspiele, in denen er 58 Tore erzielte.